# Vanilla Ninja (album)
Vanilla Ninja è il primo album della band omonima.

## Il disco
Vanilla Ninja è stato pubblicato solo in Estonia, nonostante la band riscuotesse successo in Germania, Austria e Svizzera. Esso contiene quindici tracce di cui una è il remix in versione drum 'n' bass di Club Kung-Fu e quattro (Nagu Rockstaar, Klubikuningad, Purunematu e Vanad Teksad Ja Kitarr) sono canzoni dello stesso album ma con il testo in estone. Questo è l'unico album che contiene canzoni in estone.

## Tracce
1. Guitar and Old Blue Jeans – 4:02
2. Why? – 3:22
3. Club Kung-Fu – 2:42
4. Nagu Rockstaar – 4:10
5. Purunematu – 3:25
6. Inner Radio – 3:00
7. Outcast – 3:59
8. Toxic – 2:23
9. Spit It Out – 4:46
10. Psycho – 3:17
11. Klubikuningad – 2:05
12. Polluter – 3:23
13. Vanad Teksad Ja Kitarr – 3:40
14. Sugar and Honey – 3:26
15. Club Kung Fu (D'n'B Remix) – 4:29

## Formazione
- Lenna Kuurmaa - chitarre voce
- Piret Järvis - chitarre voce
- Maarja Kivi - voce e basso
- Katrin Siska - tastiere